# Sint-Antonius van Paduakerk (Vilvoorde)

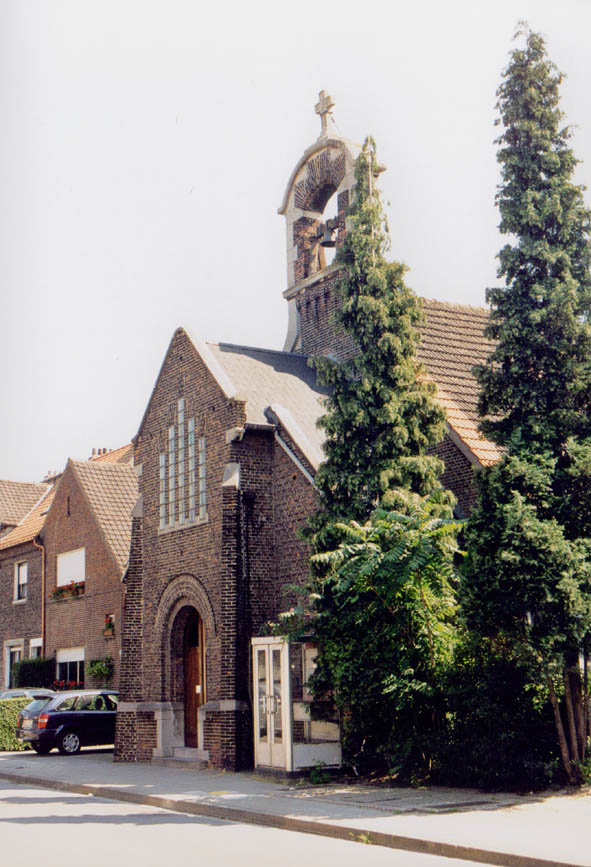
Sint-Antonius van Paduakerk

De Sint-Antonius van Paduakerk (tegenwoordig: Sint-Wivinakerk) is de parochiekerk van de wijk Faubourg in de Vlaams-Brabantse stad Vilvoorde, gelegen aan de Hoveniersstraat 58.

## Geschiedenis
De parochie werd opgericht in 1921 en een kerk werd gebouwd in 1922-1923.

## Gebouw
Het betreft een bakstenen zaalkerk op rechthoekige plattegrond met halfrond afgesloten koor. De westgevel wordt bekroond door een klokkenmuur. Vóór deze gevel bevindt zich een iets lager vooruitgeschoven portaal met rondboogpoort.
Het altaar werd later in het midden van de kapel geplaatst waarbij het koor ingericht werd als dagkapel.